# 是忠親王
是忠親王（これただしんのう）は、光孝天皇の皇子。宇多天皇の同母兄。光孝源氏及び光孝平氏の祖。

## 経歴
当初二世王として是忠王を名乗っていたが、貞観12年（870年）2月、同母兄弟元長・是貞及び異母兄弟とともに源朝臣姓を与えられて臣籍降下する。貞観17年（875年）従五位下に叙爵。陽成朝初頭の貞観19年（877年）従五位上・侍従に叙任される。元慶7年（883年）左衛門佐。
元慶8年（884年）2月に父・時康親王が即位（光孝天皇）すると、是忠は二世源氏から一世源氏に改められて左京一条に貫附された。この時、同母弟の定省王（のち宇多天皇）及び同母姉妹3名も臣籍降下している。同年5月に五階昇進して正四位下、6月には参議に叙任され公卿に列した。
仁和3年（887年）同母弟である宇多天皇の即位に伴って従三位に叙せられる。寛平3年（891年）に中納言に進むが、同年に宇多天皇の同母兄弟の皇族復帰が決定されて、親王宣下がなされ三品に叙された。延喜元年（901年）に没した本康親王の後任として式部卿に任ぜられ、のちに一品に至った。寛平5年（893年）新羅の賊が肥前国松浦郡に来襲した際には、大宰帥として大宰大弐・安倍興行と共に追討を命ぜられている。
延喜20年（920年）閏6月9日に出家して南院親王と号す。延喜22年（922年）11月22日薨去。享年66。

## 人物
勅撰歌人として、『後撰和歌集』に1首が入集している。
- あふことはかた糸ぞとは知りながら　玉の緒ばかりなにによりけん（『後撰和歌集』）[2]

## 官歴
注記のないものは『日本三代実録』による。
- 貞観12年（870年） 2月14日：臣籍降下（源朝臣）
- 貞観17年（875年） 正月7日：従五位下[3]
- 貞観19年（877年） 正月3日：従五位上。正月15日：侍従[3]
- 元慶7年（883年） 正月11日：左衛門佐[3]
- 元慶8年（884年） 4月13日：正四位下（越階）。6月1日：帯剣。6月2日：預時服月俸。6月9日：参議[3]
- 元慶9年（885年） 正月16日：兼近江守
- 仁和3年（887年） 5月：兼按察使[3]。11月17日：従三位[3]
- 寛平2年（890年） 9月20日：兼左衛門督[3]
- 寛平3年（891年） 3月19日：中納言、左衛門督如元[3]。7月23日：検非違使別当[3]。12月29日：為親王、三品[4]
- 寛平5年（893年） 5月22日：見大宰帥[4]
- 時期不詳：式部卿
- 延喜4年（904年） 日付不詳：大学別当[5]
- 時期不詳：一品
- 延喜20年（920年） 閏6月9日：出家（一品式部卿、号南院親王）[4]
- 延喜22年（922年） 11月22日：薨去[4]

## 系譜
- 父：光孝天皇
- 母：班子女王（仲野親王の娘）
- 生母不詳の子女
  - 男子：式順王
  - 男子：式瞻王
  - 男子：興我王
  - 男子：源和
  - 男子：忠望王
  - 男子：今扶王
  - 男子：英我王 - 子孫は大仏師職（七条仏所）
  - 次男：源清平（877-945）
  - 男子：源正明（893-958）
  - 男子：源宗于（?-940）
  - 女子：姣子女王